# Кунгсбака
Кунгсбака (на шведски: Kungsbacka) е град в лен Халанд, Швеция. Главен административен център на едноименната община Кунгсбака. Разположен е на около 5 km на север от залива Кунгсбакафьорден. Намира се на 28 km на юг от Гьотеборг. Първите сведения за града датират от 15 век, когато е бил на територията на Дания. Има жп гара. Населението на града е 19 057 жители по данни от преброяването през 2010 г.

## Личности
- Бенгт Андершон (р.1966), шведски футболен вратар